# Rachanie-Kolonia
Rachanie-Kolonia – kolonia w Polsce położona w województwie lubelskim, w powiecie tomaszowskim, w gminie Rachanie.
| SIMC    | Nazwa | Rodzaj        |
| ------- | ----- | ------------- |
| 1025427 | Korea | część kolonii |

W latach 1975–1998 miejscowość administracyjnie należała do województwa zamojskiego.